# Burgruine Dürnstein (Niederösterreich)
Burgruine Dürnstein er en borgruin i Wachau i den østrigske delstat Niederösterreich. Ruinen ligger hævet over byen Dürnstein og er en vigtig del af Østrigs historie.
Borgen blev bygget af den østrigske ridder-familie Kuenringer i midten af det 12. århundrede. Kuenringernes stamfader Azzo von Gobatsburg erhvervede området omkring borgen af Kloster Tegernsee i Bayern. Hans barnebarn Hadmar I. af Kuenring byggede borgen, som er forbundet til byen Dürnstein med en forlænget bymur. 
Borgen er særlig blevet kendt, da den engelske konge Richard Løvehjerte på vej hjem fra det tredje korstog blev holdt fanget fra december 1192 til februar 1194 på initiativ af hertug Leopold V. Richard Løvehjerte blev taget til fange i Erdberg, der er en forstad til Wien. Han blev udleveret for en kæmpe løsesum på 150.000 Mark sølv, hvilket Leopold V. bl.a. benyttede til at grundlægge Wiener Neustadt.
I 1306 nævnes første gang et kapel på borgen viet til Apostlen Johannes. 1588 ombyggede Streun von Schwarzenau borgen til en fæstning. I 1645 erobrede svenskerne Dürnstein-borgen i slutningen af trediveårskrigen under Lennart Torstensons ledelse. Ved tilbagetrækningen fra borgen sprængte svenskerne portanlægget i borgen.
Fra 1662 var borgen ikke længere beboet og herefter forfaldt borganlægget. 
Borgruinen i Dürnstein er i dag en stor turistattraktion i Wachau, der årligt besøges af 1,7 mio. turister.

48°23′52″N 15°31′19″Ø / 48.39778°N 15.52194°Ø